# Microsorium pteropus
Espèce
Statut de conservation UICN

 LC  : Préoccupation mineure
Synonymes
- Colysis pteropus

Microsorium pteropus ou fougère de Java est une plante d'eau douce, faisant partie de la famille des Polypodiaceae.

## Origine
Originaire du Sud-est asiatique. À l'état naturel, cette fougère vit aussi bien dans l'eau que sur les rives. La culture des plants pour l'aquariophilie commence dès 1957 dans l'entreprise "Tropicarium" à Francfort (Allemagne).

## Description
Cette plante est une fougère amphibie de couleur vert foncé, dont le rhizome rampant s'accroche à tous les supports. La plante peut atteindre jusqu'à 40 cm. Chaque feuille pousse à l'extrémité d'une tige partant du rhizome. Sa croissance est lente. Le rhizome s'attache à tous les supports, aux roches et aux débris de bois, grâce à de fines et nombreuses racines noires adventives.
Les feuilles sont habituellement constituées d'une seule foliole, mais il arrive qu'elles soient trilobées. Le cultivar "Windelov" donne des frondes aux extrémités crépues, le "Trident" donne des frondes ramifiées. De nombreux cultivars existent, se différenciant par la largeur et la longueur des frondes.
La texture dure et fibreuse de la Fougère de Java rebute les poissons herbivores ou végétariens. Comme les Anubias, elle est donc fortement recommandée dans les bacs où les poissons dévorent les plantes.

## Culture
La fougère de Java est une plante peu exigeante. Elle possède la particularité de s'adapter à des eaux dures ou saumâtres. Un éclairage fort est tout de même conseillé. Une température de l'eau entre 22 et 28 °C, une dureté de 6 à 10 °f et un pH compris entre 5 et 8 sont favorables à sa croissance. C'est une plante ayant une croissance moyenne voire lente.
Le rhizome ne doit pas être enterré au risque de le voir pourrir, ce qui provoquerait la mort de la plante. Le rhizome peut être fixé sur un élément du décor comme une pierre ou une racine à l'aide d'un fil en nylon. Les racines en se développant vont alors s'accrocher au support.

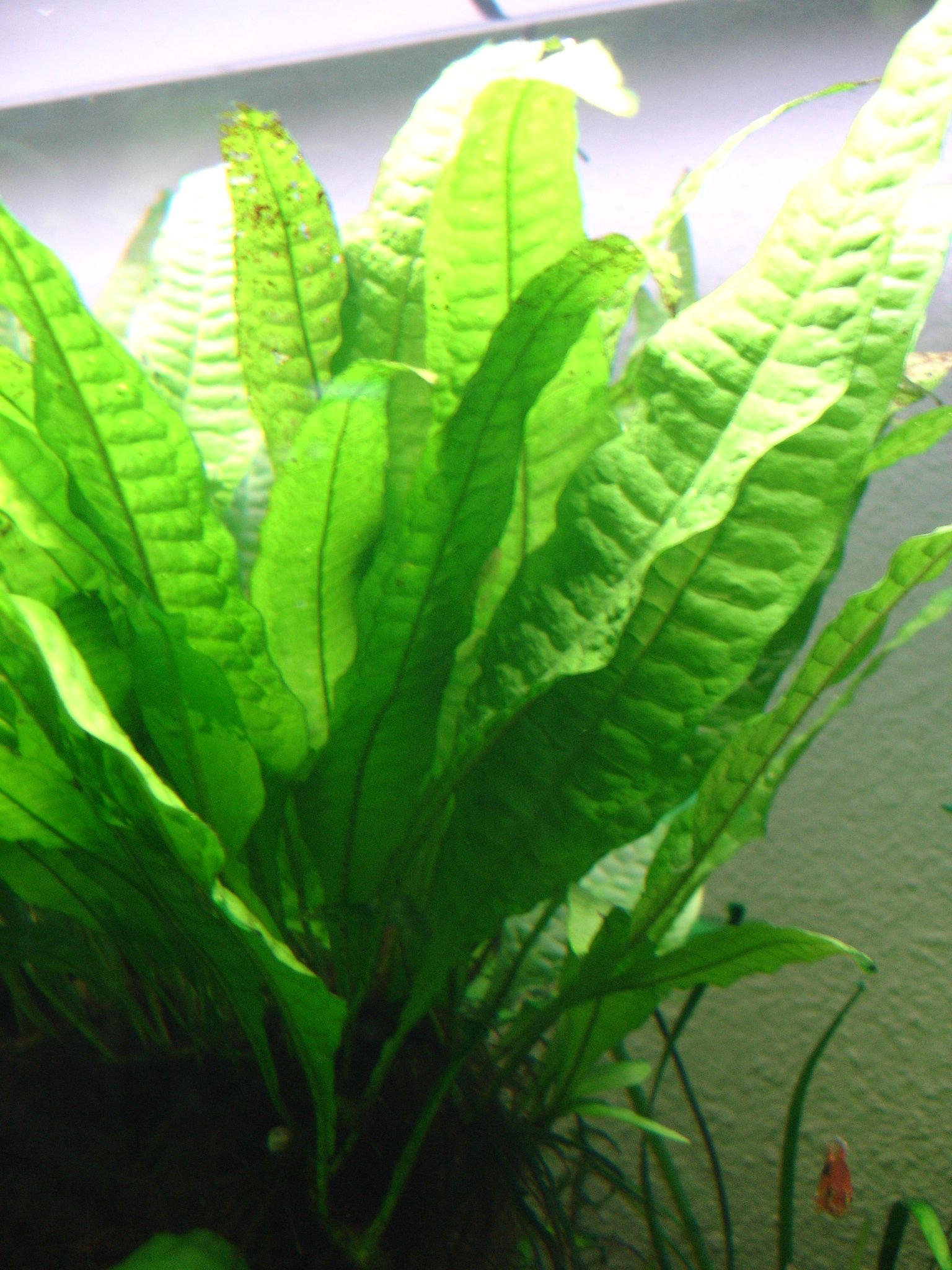
Microsorium pteropus

Bien que capable de survivre dans de mauvaises conditions, la fougère manifestera ses carences par une petite taille des feuilles et des taches noires sur le feuillage (carence en fer).
Bien cultivée, ses feuilles peuvent atteindre une grande taille (30 cm et plus).
Lorsqu'on achète les fougères en magasin, elles proviennent souvent d'une culture non totalement aquatique mais plutôt palustre (racines dans l'eau, mais feuillage à l'air libre), et il faut s'attendre à un net changement d'aspect pour les nouvelles feuilles.

## Entretien
Il est recommandé de placer cette plante qui aime le courant à la sortie du système de filtration. De temps en temps, il faut couper les feuilles noircies afin de fortifier la plante et éviter son pourrissement.

## Multiplication
La multiplication se pratique par fragmentation du rhizome. Les fragments à l'origine de nouveaux plants doivent posséder au moins 5 ou 6 feuilles. Pour la fixer, il suffit d'utiliser un fil de nylon afin d'éviter d'enterrer les racines, qui risquent de pourrir.
Des plantules se développent aussi sur les feuilles les plus vieilles. Elles peuvent être séparées de la plante mère une fois qu'elles ont développé quelques feuilles et racines.

## Variété
```
Microsorum pteropus var. Narrow Leaf
```

Se distinguent par l'étroitesse et la densité de feuillage de la variété par rapport à botanique.
```
Plante Microsorum pteropus var. Windelov
```

La variété Microsorum pteropus Windelov est une plante aquatique issue de sélections de cultivars d'une morphe locale qui fait honneur au nom du fondateur de l'entreprise "Tropica", Holger Windelov. Les feuilles (10 à 20 cm) ont une particularité très nette : elles se terminent par des ramifications dichotomiques, donnant un aspect frisé à cette plante d'eau douce.